# Kalifornský záliv
Kalifornský záliv (anglicky: Gulf of California, španělsky: Golfo de California), někdy též Cortézovo moře, je záliv mezi Kalifornským poloostrovem a mexickou pevninou. Obklopují jej mexické státy Baja California, Baja California Sur, Sonora a Sinaloa a délka jeho pobřeží je zhruba 4000 kilometrů. Do zálivu vtékají řeky Colorado, Fuerte, Mayo, Sinaloa, Sonora a Yaqui. Rozloha Kalifornského zálivu činí přibližně 160 tisíc km2. Na většině anglických map je označován jako Kalifornský záliv, zatímco mezi místním obyvatelstvem je nazýván Cortézovo moře.
Záliv z větší části obklopuje Sonorská poušť. Zdejší přírodní prostředí je také unikátní svojí vysokou biologickou diverzitou moře, díky níž a díky zdejším ostrovům byl v roce 2005 zařazen na seznam světového dědictví UNESCO pod názvem „Ostrovy a chráněná území Kalifornského zálivu“ (mezi nimi např. největší mexický ostrov Tiburón). V severní části zálivu žije kriticky ohrožená endemická populace sviňuchy kalifornské. Kalifornský poloostrov patří mezi nejdelší a nejizolovanější poloostrovy a je druhým takovým na světě, hned po Malajském poloostrově v jihovýchodní Asii.